# Murter (miejscowość)
Murter (dawniej Srimac, Srimač i Velo Selo) – miejscowość w Chorwacji, w żupanii szybenicko-knińskiej, siedziba gminy Murter-Kornati. W 2011 roku liczył 2025 mieszkańców.

## Charakterystyka
Jest położona w północno-zachodniej części wyspy Murter (jest jej największą miejscowością), nad zatoką Hramina, u podnóża 125-metrowego wzniesienia Raduča.
Główne zabytki Murteru to średniowieczny kościół pw. św. Michała, XVIII-wieczny kościół pw. Najświętszej Marii Panny i również XVIII-wieczny kościół pw. św. Rocha.
Miejscowa gospodarka oparta jest na rolnictwie, rybołówstwie i turystyce.